# Lisette Guertin
Lisette Guertin est une actrice québécoise.

## Filmographie
- 1977 : Rue des Pignons (série TV) : Paulette Dubé
- 1977 : Panique
- 1978 : Le Clan Beaulieu (série TV) : Nathalie Mercier
- 1982 : La Dernière condition : La femme de Luc
- 1986 : Le Déclin de l'empire américain
- 1989 : Jésus de Montréal
- 1999 : Souvenirs intimes : Dame de la maison de retraite
- 2004 : Il Duce canadese (feuilleton TV) : Nurse
- 2004 : A Silent Love : Joyce Phelps
- 2005 : Maman Last Call : Secrétaire de Gaston
- 2005 : Aurore : Louise Lord